# Pseudoparatettix systolus
Pseudoparatettix systolus is een rechtvleugelig insect uit de familie doornsprinkhanen (Tetrigidae). De wetenschappelijke naam van deze soort is voor het eerst geldig gepubliceerd in 1939 door Klaus Günther.